# Perspective (revue)
Pour les articles homonymes, voir Perspective.
Perspective : actualité en histoire de l’art est une revue de recherche en histoire de l'art éditée par l'Institut national d'histoire de l'art (INHA).

## Présentation
Perspective est une revue de recherche en histoire de l'art à comités de lecture et soumise à l’évaluation par les pairs, éditée par l'Institut national d'histoire de l'art (INHA). Sous-titrée « Actualité en histoire de l’art », la revue publie des textes historiographiques et critiques sur les approches, les orientations et les enjeux qui font l’actualité et la vitalité de la recherche internationale en histoire de l’art.
Tous les six mois, les numéros de Perspective sont consacrés, alternativement, à l'histoire de l'art dans un pays, voire un territoire, ou à une thématique transversale.

### Ligne éditoriale
Perspective est soutenue par l’Institut des sciences humaines et sociales du CNRS et figure dans les listes de classement de la European Science Foundation (revue internationale à haute visibilité – catégorie INT1), de l’Agence d'évaluation de la recherche et de l'enseignement supérieur, et ERIH PLUS.
Perspective est une revue semestrielle dont l’ambition est d’exposer l’actualité plurielle d’une recherche en histoire de l’art qui soit toujours située et dynamique, explicitement consciente de son historicité et de ses articulations. Elle témoigne des débats historiographiques de la discipline sans cesser de se confronter aux œuvres et aux images, d’en renouveler la lecture, et de nourrir ainsi une réflexion globale, intra- et interdisciplinaire,.

### Soumission et évaluation
La rédaction attire l’attention des auteurs sur la spécificité des articles retenus pour publication : il s’agit exclusivement d’articles inédits issus d’une recherche aboutie, s’inscrivant dans une démarche critique et historiographique, s’attachant à des questions de fond constituant l’actualité de la recherche en histoire de l’art au sein des thématiques envisagées par chaque numéro.
Elle n’est donc pas susceptible de publier des articles de recherche fondamentale, ni des études de cas s’ils ne sont l’occasion d’aborder des questions critiques de portée plus générale. Les propositions veilleront à mettre en évidence des enjeux historiographiques précis et à développer une réflexion sur la manière dont l’histoire de l’art, l’histoire du patrimoine et l’archéologie se saisissent des notions étudiées pour penser leurs méthodes, leurs approches, leurs orientations et leurs cadres scientifiques. Perspective invite ses contributeurs à penser, à partir d’une question précise, un bilan qui sera envisagé comme un outil épistémologique, et à ouvrir de la sorte de nouvelles pistes.
Les auteurs sont invités à actualiser le matériel historiographique et le questionnement théorique à partir duquel ils élaborent leurs travaux, et encouragés à ancrer leur réflexion dans l’actualité, en tissant autant que possible des liens avec les grands débats sociétaux et intellectuels de notre temps.
La revue est enfin pensée comme un carrefour disciplinaire ayant vocation à favoriser les dialogues entre l’histoire de l’art et d’autres domaines de recherche, des sciences humaines notamment, en mettant en acte le concept du « bon voisinage » développé par Aby Warburg. Pourront également être proposées des contributions prenant la forme de comptes rendus croisés de plusieurs ouvrages récents (parus dans les dix dernières années) et significatifs quant aux débats soulevés par les thématiques envisagées.

### Rubriques
On trouve dans ses rubriques – Tribune, Débats, Entretiens, Essais – des textes de formats variés : interviews de personnalités du monde de l’art et de la culture, d’artistes ou d’historiens et d’historiennes de l’art, prises de position polémiques, discussions internationales sur des sujets d’actualité et essais inédits à vocation historiographique et de bibliographie critique sur des thèmes nouveaux ou renouvelés ayant suscité un intérêt remarquable au sein de la discipline. Au-delà de l’étude de cas, ils interrogent la discipline, ses moyens, son histoire, ses potentiels et ses limites, en inscrivant leurs interrogations dans l’actualité – celle de la recherche en histoire de l’art, celle des disciplines voisines, celle enfin qui nous interpelle toutes et tous en tant que citoyens. Toutes les aires géographiques, toutes les périodes et tous les médiums sont susceptibles d’y figurer.

### Ours[6]
- Éditeur : Institut national d'histoire de l'art
- Directeur de publication : Éric de Chassey
- Rédaction en chef : Marine Kisiel[7] et Matthieu Léglise
- Chargée d'édition : Marie Caillat

#### Comité scientifique
Professionnels des musées et des universités, membres de la direction scientifique de l’INHA, mais aussi anciens rédacteurs et anciennes rédactrices en chef de Perspective, les membres du comité scientifique supervisent les grandes orientations et contribuent à la ligne éditoriale de la revue.

#### Comité de rédaction
Historiens de l’art et archéologues issus aussi bien du monde des musées que de l’Université, spécialistes de périodes allant de l’Antiquité à nos jours, les membres du comité de rédaction participent, aux côtés de la rédaction en chef, à définir la ligne éditoriale de la revue et à construire les numéros, de la suggestion de thématiques à la sélection des propositions de publication, aux commandes d’entretiens et de débats, et à l’expertise des textes. Ils veillent enfin à inscrire la revue au sein du paysage de la recherche en histoire de l’art, en dialogue avec les autres sciences humaines.

## Historique
Perspective a été fondée en 2006 à l'Institut national d'histoire de l'art par Olivier Bonfait. La revue est trimestrielle jusqu'en 2009, puis devint semestrielle en 2010. Elle est d'abord sous-titrée La revue de l'INHA : Actualité de la recherche en histoire de l'art ensuite Actualité en histoire de l'art. La revue intègre ses numéros en version numérique et en ligne sur la plateforme OpenEdition Journals à partir de 2013.
À partir de 2018, le comité scientifique de la revue commence à questionner la pertinence de poursuivre les numéros consacrés à des pays dans une perspective globale et mondialisée, les numéros pays et géographiques allant à l’encontre des questions transnationales qui meuvent l’actualité de la recherche. En 2019, la revue émet le projet de faire converger les thèmes de certains volumes avec ceux du Festival de l’histoire de l’art (FHA) par une articulation repensée et forcie. Ce projet s’amorce en 2021 par l’abandon des numéros pays et géographiques au profit de numéros exclusivement thématiques, s’inscrivant dans la ligne éditoriale. Le dialogue entre la revue et le Festival est prolongé par l’invitation d’une personnalité qualifiée invitée comme rédactrice en chef d’un numéro thématique, provenant du pays mis à l’honneur au Festival.

### Rédacteurs en chef
- Olivier Bonfait (2006-2009)
- Marion Boudon-Machuel[9](2009-2012)
- Pierre Wachenheim  (2012-2013)
- Anne Lafont (2013-2017)
- Judith Delfiner (2017-2020)
- Marine Kisiel et Matthieu Léglise (depuis novembre 2021)

## Numéros parus[10]
- 2 | 2021 Habiter: Alors que, récemment, partout sur la planète, des populations entières ont été assignées à domicile, Perspective revient dans son prochain numéro sur les imaginaires plastiques de l’habiter, à différentes époques et en différents lieux.
- 1 | 2021 Portugal et espaces lusophones : Ce numéro est consacré aux transferts culturels entre le Portugal et les espaces lusophones et envisage ces espaces au-delà des stéréotypes que constituent la mythologie des grandes découvertes et le lusotropicalisme, la dichotomie entre beaux-arts et arts populaires ou encore l’opposition centre-périphérie.
- 2 | 2020 Danser : Ce numéro a pour objet l’appréhension des arts visuels comme un certain rapport à la danse et, réciproquement, la performance dansée en tant qu’image en mouvement.
- 1 | 2020 Japon : Ce numéro de Perspective entend rendre compte de la richesse des études et des travaux que suscitent la création artistique et le patrimoine japonais.
- 2 | 2019 Multiples : À travers la notion de multiples, ce numéro thématique traitera de la question de la reproductibilité technique.
- 1 | 2019 Pays nordiques : Perspective se tourne ici vers un vaste territoire – l’espace  nordique européen, étendu au Danemark, à la Finlande, à l’Islande, à la Norvège et à la Suède – dont il s’agit d’interroger à la fois la pertinence, l’extension et les spécificités en tant que construction culturelle et historique dont les contours ont fluctué au cours du temps.
- 2 | 2018 Détruire : Ce numéro de Perspective est consacré aux manières dont l’histoire de l’art peut penser les actes de destruction qui touchent les œuvres dans leur dimension matérielle, conceptuelle, symbolique, voire métaphysique[11].
- 1 | 2018 Actualité en histoire de l’art : Ce numéro est l’occasion d’aborder de grands thèmes transversaux de l’histoire de l’art à l’aune d’une historiographie renouvelée qui défie certaines notions clefs de la discipline. Témoins de la vitalité de la recherche actuelle, des bilans historiographiques sur l’architecture des bidonvilles, sur la naissance de la discipline en Europe ou encore sur la valeur refuge de l’art au temps du capitalisme et de la mondialisation, complètent ce volume.
- 2 | 2017 Le Maghreb : Ce numéro de Perspective est consacré au Maghreb et aux histoires de l’art qui s’y pratiquent comme aux études et aux travaux que suscitent son patrimoine et sa création contemporaine à l’échelle internationale.
- 1 | 2017 Actualité en histoire de l'art : Ce numéro de Perspective couvre une actualité de la recherche qui fait écho aux bruits du monde : l’avenir de Palmyre, la réinvention du musée universel à l’aune du conflit, la patrimonialisation de la forêt de Fontainebleau ou encore la création et l’activisme à l’ère du sida.
- 2 | 2016 Bibliothèques : Ce numéro de Perspective est consacré à l’art et aux bibliothèques: il a été conçu en écho à la réouverture de la bibliothèque de l’Institut national d’histoire de l’art et comporte un ensemble d’articles qui traitent de sujets aussi variés que la bibliothèque et l’art contemporain, les bibliothèques d’artistes, les modes de classification des livres d’art depuis la période moderne ou encore l’architecture des bibliothèques à l’ère numérique.
- 1 | 2016 Textiles : Ce numéro de Perspective, conçu en partenariat avec le Mobilier national et les Manufactures des Gobelins, de Beauvais et de la Savonnerie, est consacré aux textiles à différentes époques et en différents lieux de production et d’usage, comme à la notion de textilité : les avatars conceptuels, métaphoriques et matériels de l’ornement, du tissage ou encore de l’étoffe.
- 2 | 2015 Les États-Unis : Ce numéro de Perspective est consacré à la discipline aux États-Unis, avec un ancrage majeur dans les études sur l’art américain sous ses différentes facettes (photographies urbaines, quilts, performances, objets décoratifs…).
- 1 | 2015 Varia : Dans ce numéro, Perspective se fait l’écho de la recherche internationale en histoire de l’art moderne et contemporain.
- 2 | 2014 Antiquité/Moyen Âge (Antiquity/Middle Ages)
- 1 | 2014 L’atelier (The workshop/studio)
- 2 | 2013 Le Brésil (Brazil)
- 1 | 2013 Période moderne/Époque contemporaine (Early Modern/Modern and Contemporary)
- 2 | 2012 Antiquité/Moyen Âge (Antiquity/Middle Ages)
- 1 | 2012 Art et pouvoir (Art and Power)
- 2 | 2011 Les Pays-Bas (The Netherlands)
- 1 | 2011 Période moderne/Époque contemporaine (Early Modern/Modern and Contemporary)
- 2 | 2010 Antiquité/Moyen Âge (Antiquity/Middle Ages)
- 1 | 2010 Ornement/Ornemental (Ornament/Ornamental)
- 4 | 2009 XXe/XXIe siècles (20th/21st centuries)
- 3 | 2009 Période moderne/XIXe siècle (Early modern/19th century)
- 2 | 2009 L’Espagne (Spain)
- 1 | 2009 Antiquité/Moyen Âge (Antiquity/Middle Ages)
- 4 | 2008 Périodisation et histoire de l’art
- 3 | 2008 XXe – XXIe siècles/Le Canada
- 2 | 2008 Période moderne/XIXe siècle
- 1 | 2008 Antiquité/Moyen Âge
- 4 | 2007 Genre et histoire de l’art
- 3 | 2007 XIXe siècle/XXe – XXIe siècles
- 2 | 2007 La Grande-Bretagne/Période moderne
- 1 | 2007 Antiquité/Moyen Âge
- 4 | 2006 La monographie d’artiste
- 3 | 2006 XIXe siècle/XXe siècle
- 2 | 2006 La Suisse/Période moderne (Switzerland/Early modern)
- 1 | 2006 Antiquité/Moyen Âge